# Bram Van Driessche
Bram Van Driessche (16 aprile 1985) è un arbitro di calcio belga.